# El País Gallego (1927)
El País Gallego fou un periòdic gallec editat a Santiago de Compostel·la entre 1927 i 1931.
Apareix en 1927, com a portaveu d'un petit grup de socialistes gallecs, dirigit per Xoán Xesús González, que en 1932 fou el màxim responsable de la Unión Socialista Galega. De periodicitat irregular, fou defensor de la línia i tàctica del PSOE, però amb més vinculació amb Galícia que la resta de la premsa socialista gallega. Va tenir una segona època que començà l'1 de novembre de 1930 i una tercera època a partir de maig de 1931.